# Harriet Taylor Mill

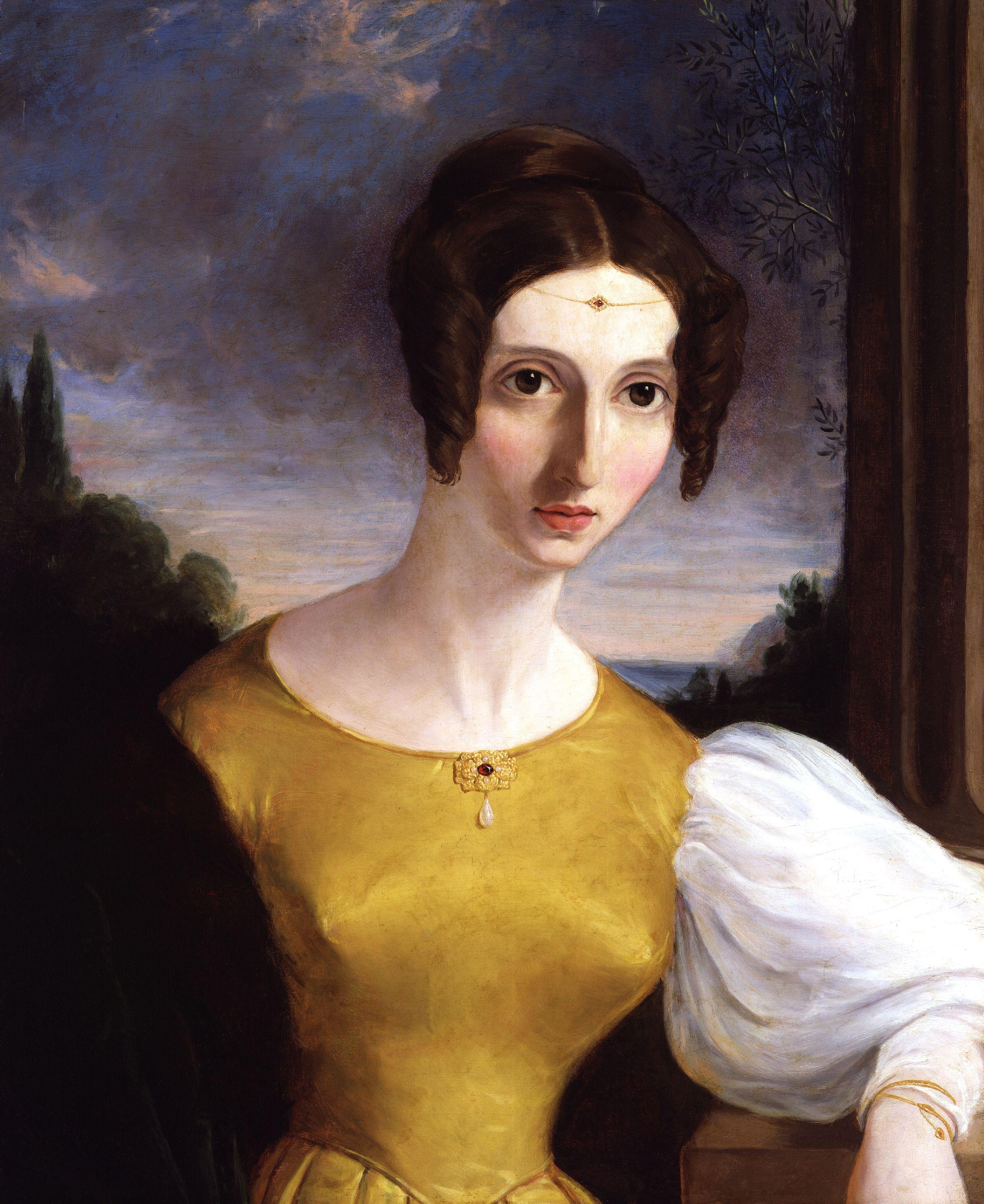
Harriet Taylor Mill, gemalt vor 1925

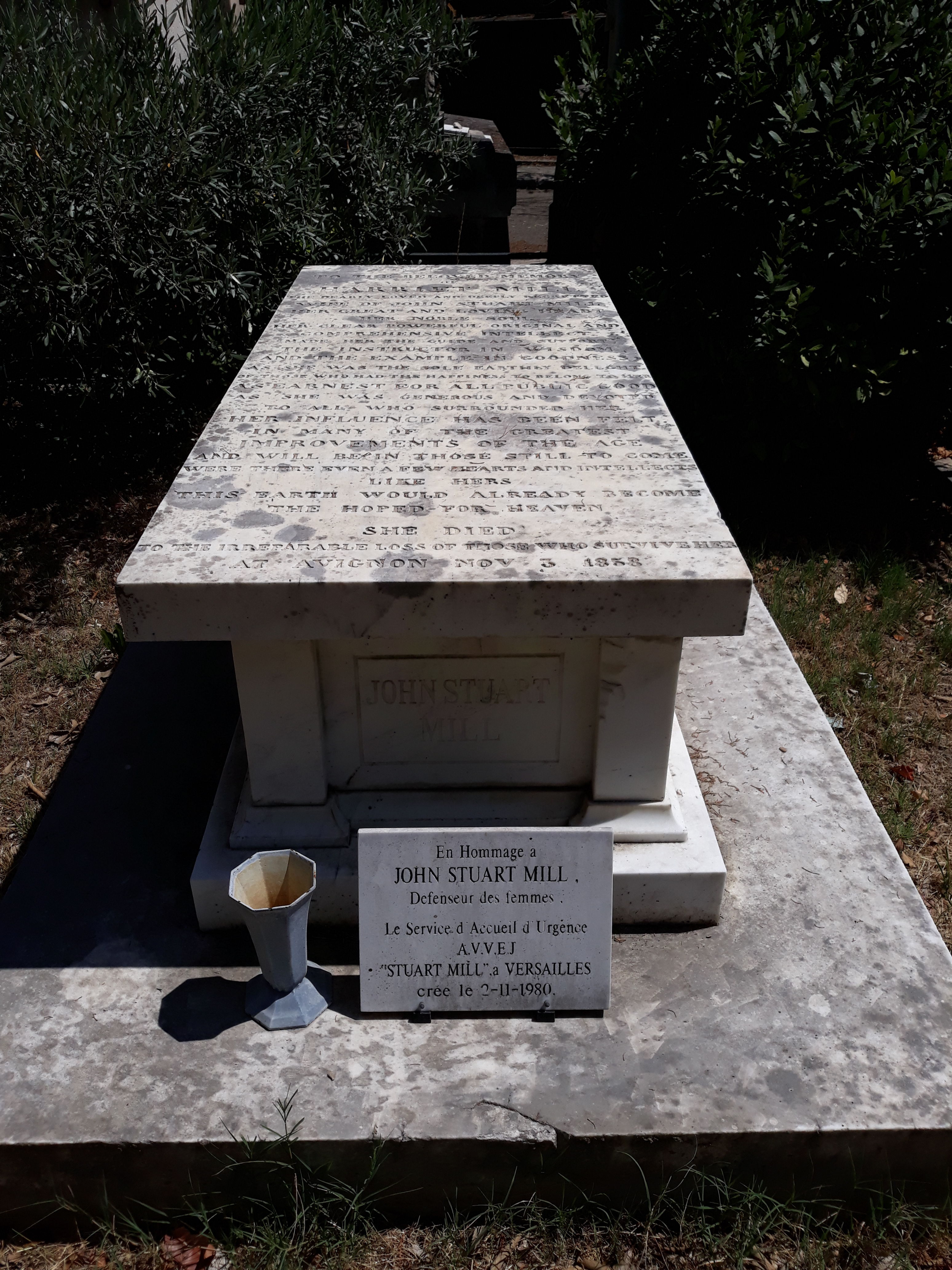
Das Grab von Harriet Taylor Mill auf dem Cimetière Saint-Véran in Avignon.

Harriet Taylor Mill (* 8. Oktober 1807 in London als Harriet Hardy; † 3. November 1858 in Avignon) war eine englische Frauenrechtlerin und Autorin. Bekannt wurde sie vor allem durch ihre Zusammenarbeit und Ehe mit dem Philosophen John Stuart Mill. Sie trug zur Entstehung und den Ideen seiner Werke bei, wobei ihr genauer Anteil in der Forschung immer noch umstritten ist.

## Leben
Harriet Hardy heiratete 1825 im Alter von 18 Jahren den elf Jahre älteren Londoner Geschäftsmann John Taylor. Mit ihm zusammen hatte sie drei Kinder:  Herbert, (* 1827); Algernon („Haji“), (* 1830); und Helen („Lily“), (* 1831). Obwohl Harriet ihrem Ehemann bis zuletzt enge Freundschaft und Respekt entgegenbrachte, fühlte sie sich bald von seinem mangelnden Interesse an philosophischen und politischen Themen gelangweilt. Auf Vermittlung des unitarischen Priesters W. J. Fox lernte sie 1830 John Stuart Mill kennen.
Zwischen beiden entwickelten sich schnell starke Gefühle. Obwohl für die Moralvorstellungen des viktorianischen Zeitalters ein Skandal, wurde die Geschichte von John Taylor mit bemerkenswerter Toleranz aufgefasst. John Stuart Mill war fast jeden Abend Gast im Hause der Taylors, meist ging John Taylor in dieser Zeit in seinen Club. Sowohl aufgrund des Skandals, den ihre Beziehung darstellte, als auch aufgrund der Tatsache, dass beide intensiv zum Thema der Stellung der Frau in der Gesellschaft und im Verhältnis zu Männern publizierten, beschäftigte es die Forschung immer, ob die Art ihrer Beziehung rein „platonisch“ war oder auch eine körperliche Komponente besaß. Während es heute als relativ gesichert gilt, dass es sich vor ihrer Eheschließung um eine rein „platonische“ Beziehung handelte, ist der Stand nach der Hochzeit noch nicht sicher. Mehrere Äußerungen in ihren Veröffentlichungen legen jedoch die Vermutung nahe, dass ihre Beziehung bis zum Ende „platonisch“ blieb.
1833 bat Taylor seine Frau, einen eigenen Haushalt zu gründen. Erst als John Taylor 1848 an Krebs erkrankte, zog sie wieder zu ihm und pflegte ihn. In dieser Zeit gab es heftige Auseinandersetzungen zwischen Harriet und John Stuart, da letzterer sich nach Harriets Meinung nicht genügend um ihren Mann sorge und kümmere.
1851, zwei Jahre nach John Taylors Tod, heirateten die beiden schließlich. Sie zogen sich auf ihr Anwesen in Blackheath Park zurück, wohl auch, um den Klatschgeschichten der damaligen Zeit zu entgehen.

## Werke und Wirken
Der Einfluss von Harriet Taylor auf John Stuart Mills Werk ist unklar. Unter ihrem eigenen Namen veröffentlichte sie nur einige Essays und das Werk The Enfranchisement of Women. Über ihren Einfluss auf das unter dem Namen John Stuart Mill veröffentlichte Werk sagte er in seiner Autobiography: „When two persons have their thoughts and speculations completely in common; when all subjects of intellectual or moral interest are discussed between them in daily life, and probed to much greater depths than are usually or conveniently sounded in writings intended for general readers; when they set out from the same principles, and arrive at their conclusions by processes pursued jointly, it is of little consequence in respect to the question of originality, which of them holds the pen“.
Während sie zu Mills eher technischen Werken wie den Principles of Logic wenig beitrug, formte sie maßgeblich seinen politisch-philosophischen Ausblick auf die Welt. Eine echte Co-Autorschaft hatte sie wahrscheinlich an den beiden Büchern Principles of Political Economy (dort wird insbesondere das Kapitel über die Stellung der Arbeiterklasse fast allein ihr zugeschrieben) und an Mills bekanntestem Werk On Liberty. Mill selber sagte dazu: „The “Liberty” was more directly and literally our joint production than anything else which bears my name, for there was not a sentence of it that was not several times gone through by us together, turned over in many ways, and carefully weeded of any faults, either in thought or expression, that we detected in it…."

## Sonstiges
An der Hochschule für Wirtschaft und Recht in Berlin ist das 2001 gegründete Harriet Taylor Mill-Institut für Ökonomie und Geschlechterforschung nach ihr benannt worden.

## Primärliteratur
- Harriet Taylor Mill: The complete Works of. Bloomington: Indiana Univ. Press 1998, ISBN 978-0253333933
- Harriet Taylor Mill: "Enfranchisement of Women," in: Alice S. Rossi (Hg.): Essays on Sex Equality, S. 89-121. Chicago: University of Chicago Press, 1970.
- John Stuart Mill, Harriet Taylor Mill, Helen Taylor: Die Hörigkeit der Frau. Frankfurt a. M.: Syndikat 1969, ISBN 3-8108-0009-0

## Sekundärliteratur
- Friedrich A. Hayek: John Stuart Mill and Harriet Taylor. Their Correspondence and Subsequent Marriage. London: Routledge, 1951.
- Jo Ellen Jacobs: The Voice of Harriet Taylor Mill. Bloomington: Indiana Univ. Press 2002, ISBN 978-0253340719
- Bruce L. Kinzer: J.S. Mill Revisited: Biographical and Political Explorations. New York: Palgrave Macmillan, 2007.
- Ringo Narewski: John Stuart Mill und Harriet Taylor Mill. VS Verlag Wiesbaden 2008, ISBN 3-531-15735-3
- Helen McCabe: Political … civil and domestic slavery: Harriet Taylor Mill and Anna Doyle Wheeler on marriage, servitude, and socialism. in British Journal for the History of Philosophy 29 (2):226-243 (2021), DOI:10.1080/09608788.2020.1750348
- Helen McCabe: Harriet Taylor Mill, in: Rebecca Buxton & Lisa Whiting (Hrsg.): Philosophinnen - Von Hypatia bis Angela Davis: Herausragende Frauen der Philosophiegeschichte, mairisch Verlag 2021, ISBN 978-3-948722-03-6; Taschenbuchausgabe im Reclam Verlag 2024, ISBN 978-3-15-011459-9.
- Janelle Pötzsch: Harriet Taylor Mill: The Unitarian Background. in Women's Studies 51(1): 32-49 (2022) DOI:10.1080/00497878.2021.1992628